# Neuroarm
 (mai 2008).
Si vous disposez d'ouvrages ou d'articles de référence ou si vous connaissez des sites web de qualité traitant du thème abordé ici, merci de compléter l'article en donnant les références utiles à sa vérifiabilité et en les liant à la section « Notes et références ».
NeuroArm est un système robotique pour la chirurgie compatible avec la résonance magnétique. Il a été conçu pour la neurochirurgie et peut donc effectuer des procédures impliquant les techniques de microchirurgie ou stéréotaxie/biopsie. NeuroArm est composé de deux bras mécaniques détachables, d'une base amovible et d'une station de contrôle.
Le Dr Garnette Sutherland, professeur de neurochirurgie, université de Calgary, est à l'origine de NeuroArm. Le projet a été rendu possible grâce au financement de la Fondation canadienne pour l'innovation, la diversification de l'économie de l'Ouest Canada et du gouvernement de l'Alberta. NeuroArm a été construit en collaboration avec la compagnie canadienne d'ingénierie aérospatiale MacDonald Dettwiler et associés, à partir du Canadarm.